# Cadillac (Michigan)
Cadillac è un comune degli Stati Uniti d'America, situato nello Stato del Michigan, nella contea di Wexford, della quale è anche il capoluogo.